# Aabenraa (stad)
Aabenraa (plaatselijke voorkeurspelling) of Åbenrå (voorkeurspelling van de Deense Taalraad) (spreek uit: obenroo; Duits: Apenrade) is een stad in regio Zuid-Denemarken in het Zuiden van Jutland en grootste plaats van gemeente Aabenraa met ongeveer 16.000 inwoners. De stad ligt ten westen van de Aabenraa Fjord aan de Kleine Belt.

## Geschiedenis
Aabenraa behoorde tot 1864 tot het hertogdom Sleeswijk, dat door Denemarken aan Pruisen moest afgestaan worden. In 1920 werd het na een volksraadpleging, mogelijk gemaakt door het Verdrag van Versailles, opnieuw bij Denemarken gevoegd, hoewel er in de stad zelf een meerderheid voor Duitsland had gekozen.

## Orgelmakerij
In Aabenraa is sinds 1806 de beroemde orgelmakerij Marcussen & Søn gevestigd, die orgels bouwt over de gehele wereld.

## Bezienswaardigheden

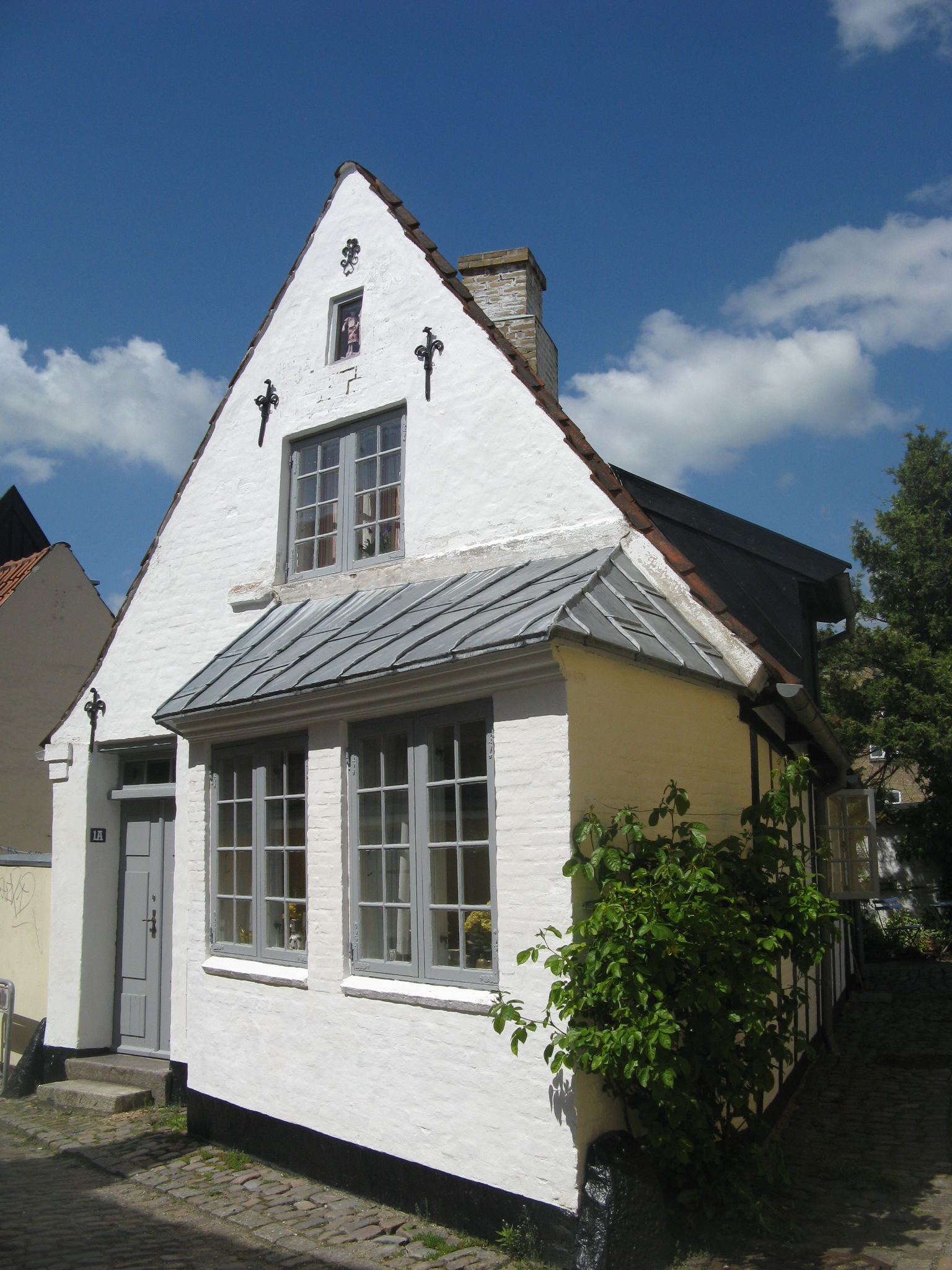
Typisch handwerkershuis in de oude stad (Vægterpladsen 1A)

- De oude stad, en dan vooral de zijstraten, zoals: Slotsgade, Nygade, Store Pottergade en Vægterpladsen. Hier vindt men aaneengesloten 18e-eeuwse handwerkershuizen. Een typische bouwwijze is het uit één verdieping bestaande gebouw met puntgevel naar de straat en een erker met grote ramen, waar men vanaf de straat de ambachtsman aan het werk kon zien.
- Nikolaikerk, van oorsprong 13e-eeuws
- Slot Brundlund, thans kunstmuseum
- Watermolen bij het slot: het typerende beeld van de stad
- Museum over de stadsgeschiedenis en geschiedenis van de zeevaart.
- Stadhuis uit de jaren 1840, laat-classicistisch
- Galgenberg, uitzichtspunt over stad en haven
- Voormalige zeevaartschool, geboortehuis van Ernst Reuter
- Farversmølle: oude watermolen
- Postmeesterhuis: burgershuis met park bij de Zuiderpoort
- Schwensens Stift, oud armenklooster bij de Zuiderpoort

## Geboren
- Kim Brodersen (1963), Deens voetballer
- Morten Bruun (1965), Deens voetballer
- Frits Clausen (1893), nationaalsocialistisch politicus
- Eva Kjer Hansen (1964), Deens politics
- Mads Langer (1984), Deens zanger
- Ernst Reuter (1889), burgemeester van West-Berlijn van 1948 tot 1953